# Smedestraat 33
Smedestraat 33 er en dør i den nederlandske by Haarlem. Døren blev opført i slutningen af det 17. århundrede og er i dag et Rijksmonument. Tidligere førte døren ind til to hjem, men i dag kun til ét.